# West aan Zee
West aan Zee is een nederzetting van recreatiewoningen (bungalows) in de duinen van het waddeneiland Terschelling, provincie Friesland (Nederland), welke formeel een onderdeel is van het dorp West-Terschelling.
De afstand tussen West-Terschelling en West aan Zee is ongeveer 8 kilometer. Vanuit West-Terschelling is West aan Zee bereikbaar via de Badweg van Paal 8, per fiets kan ook gebruik worden gemaakt van de Longway, een fietspad door de duinen, welke ten tijde van de Eerste Wereldoorlog is aangelegd.
West aan Zee wordt op Terschelling vaak aangeduid onder de naam Paal 8, naar de strandpaal waarbij de nederzetting is gebouwd. In West aan Zee is een hotel gebouwd onder de naam Hotel Paal 8. Het oorspronkelijke hotel is afgebroken en in 2006 vervangen door een groter hotel met dezelfde naam. Op de plaats van het hotel stond in het begin van de twintigste eeuw een badhuis. De bouw van dit badhuis in 1916 markeert het begin van het toerisme op Terschelling. Zand voor de bouw van dit badhuis werd gehaald uit een duinvallei ten zuiden van West aan Zee, dat nog de naam Badhuiskuil draagt. Het badhuis is in de Tweede Wereldoorlog afgebroken.
West aan Zee dankt zijn bestaan aan de NV Exploitatiemaatschappij Terschelling. Deze, in het begin van de twintigste eeuw opgerichte NV, had ten doel de bouw van een badplaats in de duinen van Terschelling tussen de strandpalen 8 en 12. De maatschappij heeft zich beperkt tot het uitgeven van percelen in erfpacht voor de bouw van zomerwoningen. Als gevolg hiervan ontstonden in de duinen de nederzettingen van recreatiewoningen Midsland aan Zee en West aan Zee. Het duingebied tussen beide nederzettingen was ook bestemd voor de bouw van recreatiewoningen. Dit plan is nooit gerealiseerd. In 1965 heeft Staatsbosbeheer de pachters van de in dit gebied liggende kavels uitgekocht. De NV Exploitatiemaatschappij Terschelling werd eveneens door Staatsbosbeheer opgekocht, en vervolgens opgeheven. Van de oprichting van een badplaats van betekenis is op Terschelling niets terechtgekomen.
De oudste recreatiewoning in de Terschellinger duinen, de Eersteling, is in West aan Zee gebouwd.
Nabij de strandovergang naar het Noordzeestrand staat een reddingbootschuur, waarin de reddingboot van Terschelling is gestationeerd. Deze schuur is in 1938 gebouwd. In de jaren vijftig is de oude schuur, die een kilometer westelijker stond en sinds de ingebruikneming van de nieuwe schuur van Staatsbosbeheer was, gesloopt.
Ten westen van West aan Zee ligt het waardevolle natuurgebied de Kroonpolders. West aan Zee heeft geen permanente bewoning.
In 2005 is bij West aan Zee een klein beeldje geplaatst ter nagedachtenis aan de overleden vegetatiekundige Victor Westhoff.
Dorpen en buurtschappen: Baaiduinen · Dellewal · Formerum · Halfweg · Hee · Hoorn · Horp · Kaard · Kinnum · Landerum · Lies · Midsland · Midsland aan Zee · Midsland-Noord · Oosterend · Striep · West aan Zee · West-Terschelling

Friesland: Steden en dorpen      Nederland: Provincies · Gemeenten